# György Lehoczky
György Lehoczky (* 30. August 1901 in Vihnyepeszerény, Österreich-Ungarn; † 16. Januar 1979 in Saarbrücken; vollständiger Name: György Károly László Lehoczky) war ein ungarisch-deutscher Architekt und Kirchenfenstermaler.

## Leben

### Vor 1945
György Lehoczky wurde als Kind ungarischer Eltern in der heutigen Slowakei geboren. Die Familie übersiedelte zuerst 1910/1911 in die Freistadt Fiume (heute: Rijeka), danach ins ungarisch-kroatische Zagreb, wo sie bis zum Zusammenbruch der Donaumonarchie verblieb. Nach der Flucht nach Ungarn studierte Lehoczky an der Technischen Universität Budapest von 1921 bis 1927 Architektur. Vier Jahre lang arbeitete er als Architekt im Angestelltenverhältnis bzw. als Assistent an der Universität, ab 1931 war er selbstständig in Budapest tätig. In dieser Zeit nahm er an 95 Architektenwettbewerben teil, von denen er bei 32 den ersten Preis erhielt.

### Nach 1945
1945 flüchtete er nach Vorarlberg und war vorübergehend als künstlerischer Leiter einer Keramikfabrik tätig. Im Jahre 1947 kam Lehoczky, ein Jahr darauf seine Familie nach Saarbrücken. Da er als staatenloser Ausländer keine Arbeitserlaubnis bekam, arbeitete er als freier Künstler. 1955 wurde er im damals noch nicht zur Bundesrepublik Deutschland gehörenden Saarland eingebürgert; 1967 erhielt er die deutsche Staatsbürgerschaft. Von 1956 bis 1965 unterrichtete er an der Technischen Höheren Lehranstalt Saarbrücken (heute: Hochschule für Technik und Wirtschaft des Saarlandes).

## Werk

„Der Engelsturz“ (Glasfenster aus der Ev. Kirche Gersweiler)

Lehoczkys Werk wird in zwei Phasen gegliedert: In den ungarischen Jahren (1931 bis 1945) überwiegt seine Architektentätigkeit. Sein Büro in Budapest bestand zeitweise aus zehn Mitarbeitern. Lehoczky baute Wohnhäuser, Fabriken und Messebauten im In- und Ausland, aber auch Bahnhöfe sowie zwei Flugzeugfabriken für die Messerschmitt-Werke, außerdem sechs Kirchen, ein Gymnasium mit Internat und entwarf einen kompletten Luftkurort. Er war auch den denkmalpflegerischen Arbeiten an der Budapester Burg beteiligt.
In der zweiten, der Saarbrücker Periode suchte Lehoczky zunächst neue Aufgaben, aus denen sich dann auch neue Ausdrucksformen entwickelten. Zu seinen bedeutendsten Kirchbauten zählen zwei Klöster: In Bous baute György Lehoczky das Redemptoristenkloster Heiligenborn. An einer legendären Heiligenquelle, an der Anfang der 1940er Jahre ein nationalsozialistisches Jugendheim mit Thingstätte begonnen wurde, errichtete man 1949 bis 1952 ein Kloster. Die Konventsgebäude wurden unter Verwendung der ausgeführten älteren Bauelemente entworfen und sehr schlicht ausgeführt. Lehoczky plante und baute die Klosterkirche und weite Teile der Inneneinrichtung. Im nahegelegenen Püttlingen begann die Bauplanung für ein Redemptoristinnenkloster 1955; die Klosterkirche ist zweischiffig in Laien- und Schwesterschiff über Eck konzipiert.
Der Schwerpunkt seiner Arbeit in jener zweiten Schaffensperiode aber waren seine Glasfenster, die in zahlreichen saarländischen Kirchen, aber auch anderen öffentlichen und privaten Gebäuden und auch außerhalb des Saarlandes zu finden sind. Bei der Einweihung der Glasfenster in der Saarbrücker Stiftskirche St. Arnual war auch Bundespräsident Theodor Heuss anwesend und zeichnete den Künstler bei dieser Gelegenheit aus.
Der folgende Auszug aus der Werkliste gibt die öffentlich zugänglichen Werke (in Kirchen und anderen öffentlichen Gebäuden) wieder. Außer den genannten Werken schuf Lehoczky eine große Anzahl von Gemälden, Zeichnungen und Kunstgegenständen, die sich heute in Privatbesitz befinden; auch Fenster und Wandgemälde für private Wohnhäuser sind bekannt.

### „Ungarische Phase“
Gasthaus Balaton am Plattensee; Ungarischer Pavillon auf der Messe in Belgrad; Haus der Christlich-nationalen Vereinigung (Magyar Keresztyen Leanyegyesületk Nemzeti Szövetsege); Szekesfövaros in Budapest; Allomasepület in Szabadbattyab; Allomasepület in Agard; Allomasepület in Kisvelence; Entwurf zum Festspielplatz Bregenz; Entwurf Magyar Udvar; Fresco in der Kirche von Jaak (Ungarn).

### „Saarländische Phase“

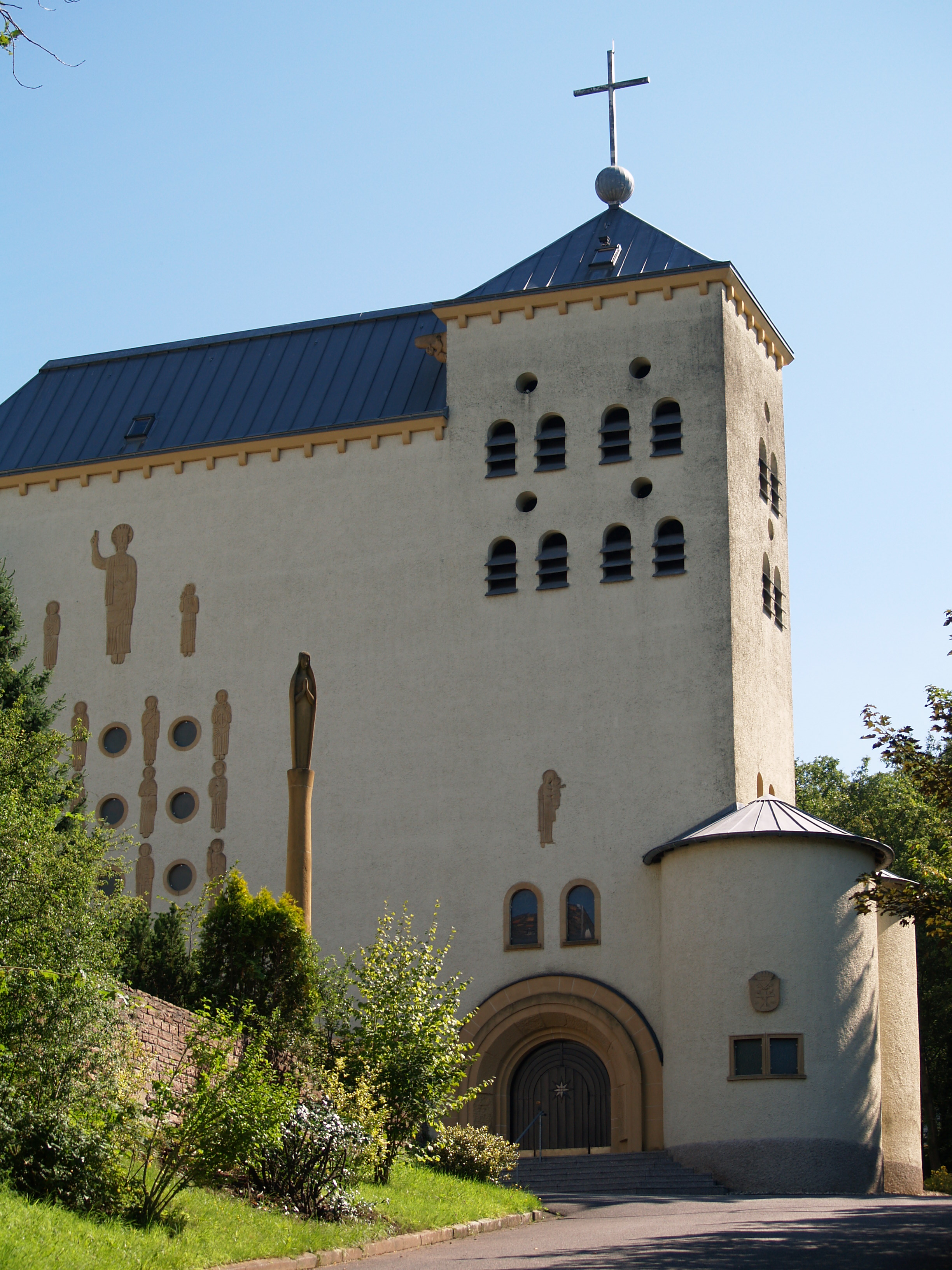
Kloster Heiligenborn bei Bous

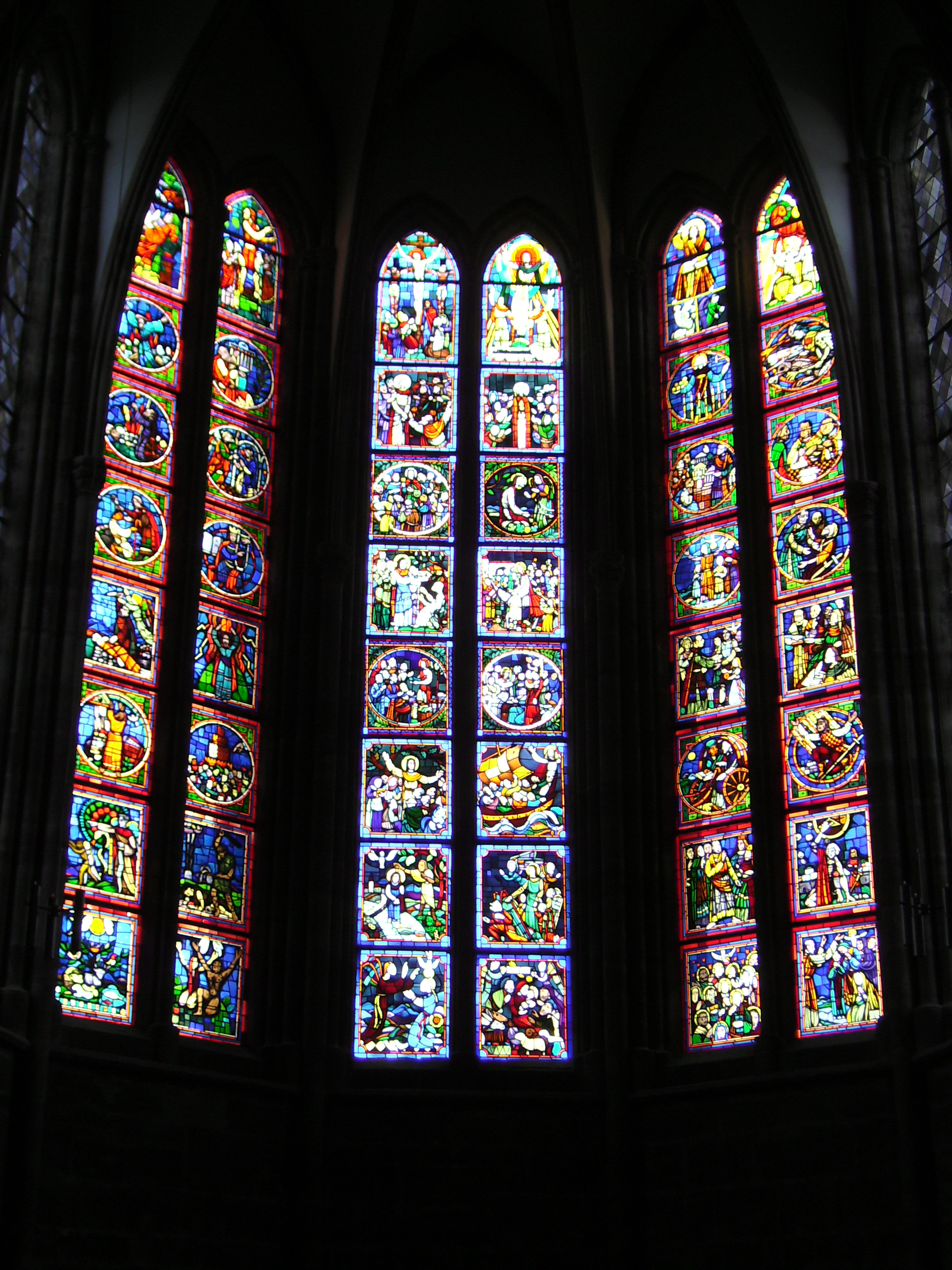
Fenster in der Apsis der Stiftskirche St. Arnual

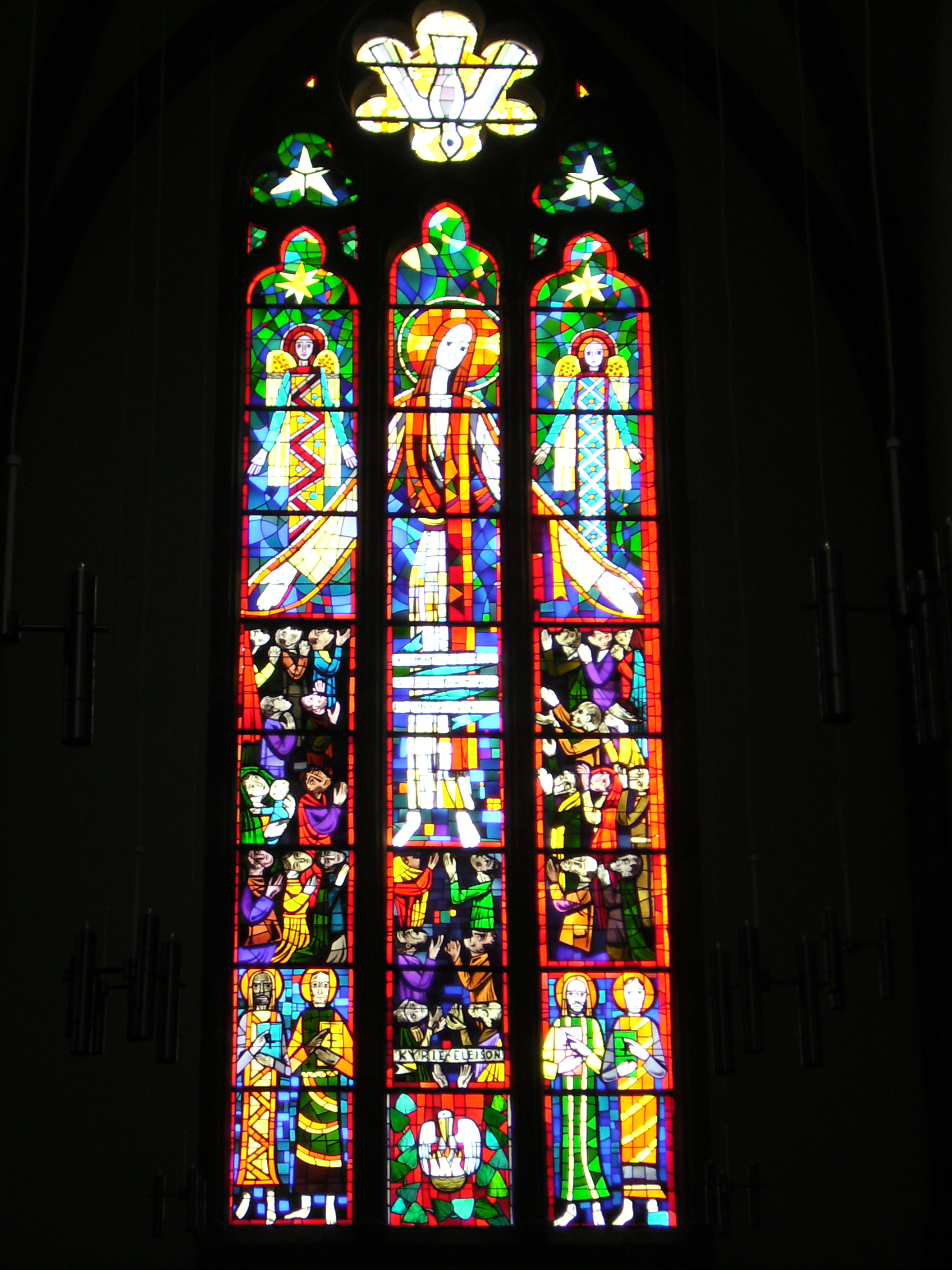
Fenster im Seitenschiff der Stiftskirche St. Arnual

Die wichtigsten Werke Lehoczkys aus der Phase nach 1945 sind die beiden Klosterbauten: das Kloster Heiligenborn in Bous (Bau: 1949–1952, Inneneinrichtung: 1953–1960) und das Kloster Heilig Kreuz in Püttlingen (Bau und Inneneinrichtung 1956–1963).
Daneben schuf er eine große Anzahl großer und kleiner Fenster (z. T. in Bleiverglasung, z. T. als Betonfenster) in zahlreichen saarländischen Kirchen und öffentlichen Gebäuden (wie Krankenhäusern, Schulen, Friedhofshallen und -kapellen), sowie eine kleinere Anzahl von Fenstern und Wandbildern für private Gebäude (sowohl Geschäfts-, Bank- als auch Wohnhäuser).
In folgenden saarländischen Orten finden sich Werke von Lehoczky: Bexbach (Prot. Christuskirche); Blieskastel (Stadtteil Brenschelbach,: Prot. Kirche; Stadtteil Oberwürzbach, Pfarrkirche Herz Jesu; Stadtteil Wolfersheim, Prot. Kirche (ehemals St. Stephan)); Dillingen (Pfarrkirche Hl. Sakrament); Eppelborn (Ortsteil Wiesbach, Ev. Kirche); Fischbach (Saar) (Ev. Kirche); Gersheim (Ortsteil Reinheim, Pfarrkirche St. Markus); Heusweiler (Ev. Kirche; Schwesternhaus; Pfarrkirche Mariae Heimsuchung; Friedhofshalle); Homburg (Stadtteil Beeden, kath. Kirche St. Remigius; Stadtteil Jägersburg, Prot. Kirche; Stadtteil Kirrberg, kath. Kirche Maria Himmelfahrt); Illingen (Pfarrkirche St. Stefan; früher Höll-Fleischfabrik Speisesaal und Verwaltungsgebäude, nach Ausbau jetzt in Gaststätte); Mandelbachtal (Ortsteil Heckendalheim, Pfarrkirche St. Joseph; Ortsteil Ormesheim, Pfarrkirche St. Mauritius; Ortsteil Ormesheim, Marienkapelle (früher St. Donatus)); Merzig (Pfarrkirche St. Peter; Kreditanstalt Merzig); Mettlach (Ortsteil Orscholz, Pfarrkirche St. Marien); Namborn (Kath. Kirche; Ortsteil Baltersweiler, Kath. Kirche); Neunkirchen (Ev. Pauluskirche; Mädchengymnasium); Ottweiler (Ev. Kirche; Ev. Kindergarten; Stadtteil Steinbach, Ev. Kirche); Quierschied (Ev. Kirche; Ortsteil Göttelborn, Bergmannsschule); Rehlingen (Jugendhaus); Riegelsberg (Ev. Kirche; Grundschule); Saarlouis (Ev. Kirche; St. Elisabeth-Krankenhaus); Schwalbach (Ortsteil Derlen, Pfarrkirche St. Josef); St. Ingbert (Kreditanstalt; Krankenhaus); St. Wendel (Stadtteil Niederlinxweiler, Ev. Kirche); Völklingen (Michaelskrankenhaus; Stadtteil Wehrden, Ev. Kirche; Stadtteil Heidstock, Friedhofshalle; Stadtteil Heidstock, Ev. Kirche).
Saarbrücken: Stadtteil Altenkessel: Ev. Lutherkirche; Grundschule; Stadtteil Alt-Saarbrücken: Notkirche am 40er Grab; Kreiskulturhaus Speisesaal; Städtische Siedlungsgesellschaft; Stadtsparkasse Saarbrücken; ev.-luth. Immanuelkirche; Ev. Altenheim; Stadtteil Burbach: Pfarrkirche St. Eligius; Schule; Stadtteil Dudweiler: Kindergarten; Stadtteil Gersweiler: Ev. Kirche; Ev. Gemeindehaus; Friedhofshalle; Stadtteil Güdingen: Ev. Kirche; Stadtteil Klarenthal Pfarrkirche St. Bartholomäus; Stadtteil Malstatt: Ev. Kirche; Realschule Ludwigspark; Stadtteil Schafbrücke: Ev. Kirche Neuscheid; Stadtteil Scheidt: Ev. Kirche; Stadtteil St. Arnual: Pfarrkirche Christkönig; Winterbergklinik; Stiftskirche St. Arnual; Stadtteil St. Johann: Rathauskeller; Diakonissenhaus des ev. Krankenhauses; Alte Ev. Kirche; Höll-Fleischfabrik; Sozialpflegerisches Berufsbildungszentrum (Schmollerschule).
Außerhalb des Saarlandes finden sich Werke in: Le Chambon-sur-Lignon (Haute-Loire); Rastede (Oldenburg): Pfarrkirche St. Ulrich; Montreal (Kanada): ungarische Kirche, zwölf Fenster mit ungarischen Heiligen; Moulins-lès-Metz (Lothringen): Pfarrkirche Saint Pierre.

## Ausstellungen
- 1979: Bonner Landesvertretung des Saarlandes, zusammen mit Karlheinz Grünewald (1925–1987), Boris Kleint, Gero Koelmann, Wilhelm A. Kurz und Ferdinand Selgrad
- 2009: Stadtmuseum St. Wendel im Mia-Münster-Haus (St. Wendel)

## Veröffentlichungen
- György Lehoczky (Bilder), Michaela Bach (Text): Mukis Wunderbaum. Annette Betz-Verlag, ISBN 3-219-10316-2.
- György Lehoczky (Bilder), Michaela Bach (Text): Mukis wunderbare Reise. München 1973.
- Géza von Habsburg-Lothringen: Vom goldenen Überfluß der Welt. Bilder und Skizzen von György Lehoczky. 2. Auflage 1985, Heilbronn 1978.
- György Lehoczky: So irgendwie müsste es mit der sehr berühmten Arche Noah gewesen sein. Text u. Zeichnungen von GL. Stadtmuseum St. Wendel, St. Wendel 2009, ISBN 978-3-928810-74-6.